# (159215) Apan
(159215) Apan est un astéroïde de la ceinture principale.

## Description
(159215) Apan est un astéroïde de la ceinture principale. Il fut découvert le 30 novembre 2005 à Suno par Sergio Foglia. Il présente une orbite caractérisée par un demi-grand axe de 2,22 UA, une excentricité de 0,12 et une inclinaison de 8,0° par rapport à l'écliptique.

## Compléments